# Étienne Alart
Étienne Alart (Illa (Rosselló), 5 d'agost de 1883- mort en una data i lloc desconeguts) fou un militant anarquista i antimilitarista nord-català.

## Biografia
Sorgit d'una família d'agricultors del Rosselló, va fer el seu servei militar de 1904 a 1907, i tornà a la seva professió agrícola a Ille. Va abandonar el Rosselló i marxà a París, on va fer petits comerços i va entrar en contacte amb cercles anarquistes a partir de 1911. L'estiu de 1914 va deixar França per evitar la mobilització i es va refugiar a Espanya. Es declara insubmís per l'exèrcit francès el 4 d'octubre de 1914, estatut que va conservar fins a 1936, evitant així que tornés a França sota la seva veritable identitat fins en aquesta data. Va viure a Figueres amb un altre anarquista rebel, Michyel Vidalou, nadiu d'Illa com ell. Partidari de la recuperació, va ser condemnat per un vol de civada a Figueres el juliol de 1916. El 1917, els gendarmes d'Illa van donar d'Étienne Alart el següent informe:« afiliat a totes les bandes negres, s'ha convertit en un dels enemics més irreductibles de la societat.» També sospiten que la seva mare s'havia unit a les seves idees, especialment després que un altre dels seus fills moria en combat.